# 通告処分
| ウィキペディアには「通告処分」という見出しの百科事典記事はありません（タイトルに「通告処分」を含むページの一覧/「通告処分」で始まるページの一覧）。 代わりにウィクショナリーのページ「通告処分」が役に立つかもしれません。 |